# Malyn
Malyn (ukrainsk: Ма́лин) (nogle gange stavet Malin) er en by i Zjytomyr oblast (provins) i Ukraine beliggende omkring 100 km nordvest for Kyiv. Den fungerede tidligere som administrativt centrum for Malyn rajon, der nu (efter 2020) ligger i Korosten rajon. Byen har en befolkning på omkring 25.172 (2022) indbyggere.
Byen ligger i et skovområde i Polesien (bogstaveligt talt skov) og er kendt for sin papirfabrik, og et ark papir er afbildet på byens våbenskjold. Byen ligger ved Irsha, som er en venstre biflod til Teteriv.
Gennem byen løber en vigtig jernbane Kyiv-Korosten og motorvejen Kyiv-Kovel-Warszawa.
Byen er vært for en seismisk overvågningsstation (betegnet PS-45), der hører til et internationalt netværk af overvågningsstationer for atomprøvesprængninger, der har til formål at verificere Comprehensive Test Ban Treaty (en) (CTBT-traktaten).
FC Papirnyk Malyn er et ukrainsk fodboldhold med base i Malyn.

## Galleri
- Hovedgaden i Malyn
- Kulturhus
- Historisk bygning i Malyn
- Malyn jernbanestation